# Vatsküla
Koordinaten: 58° 16′ N, 22° 37′ O
Vatsküla ist ein Dorf (estnisch küla) auf der größten estnischen Insel Saaremaa. Es gehört zur Landgemeinde Saaremaa (bis 2017: Landgemeinde Lääne-Saare) im Kreis Saare.
Das Dorf hat 23 Einwohner (Stand 1. Januar 2016). Seine Fläche beträgt 3,41 km².